# Jesus (Queen-dal)
A Jesus a kilencedik dal a brit Queen együttes 1973-as bemutatkozó albumáról, a Queenről. A szerzője Freddie Mercury énekes volt.
A dal názáreti Jézus életének egy részét meséli el. Bár Mercury szülei zoroasztriánus vallás szerint éltek, ő maga pedig nem élt komoly vallási életet, az album más dalában is dolgozott fel keresztény vallási témákat: a Liarban az elbeszélő a gyóntató paphoz beszél, a Great King Ratben pedig van egy a szöveggel nehezen összeegyeztethető rész, amelyben a mesélő kijelenti: „ne higgy el mindent, amit a Bibliában olvasol!”.
A dalban jól érvényesül, hogy Brian May az akusztikus gitárt utánozza Red Special elektromos gitárjával, vontatottá teszi az egész szerkezetet, mintha egy középkori templomi éneket hallanánk. A vége felé elhangzik egy hosszabb instrumentális átvezető, itt már jobban érvényesül a Red Special hangja, majd a legvégén egy rövid a cappella éneklés zárja a dalt.
A korai 1970-es években játszották koncerteken.

## Közreműködők
- Ének: Freddie Mercury
- Háttérvokál: Queen

Hangszerek:
- Brian May: Red Special
- Freddie Mercury: Bechstein zongora
- John Deacon: Fender Precision Bass
- Roger Taylor: Ludwing dobfelszerelés